# 罗忆诗
罗忆诗（Yise Loo，1983年5月30日—）是马来西亚著名华裔女唱作人和演员。

## 简介

### 早年经历
天生有把好嗓音的“樂活係優鮮女生”羅憶詩，13歲时參加了由新加坡電視臺主辦的少年歌唱比賽得到亞軍，一首彭羚的《囚鳥》感動到當時評委之一的張惠妹， 其稱讚憶詩不像只有13歲的青少年，她的演繹為難得會用眼神唱歌的女生。16歲那年，憶詩還參加了馬來西亞《我真的可以》歌唱公開比賽，得到評審鄭中基、高慧君和知名製作人林明陽的一致認可，獲得馬來西亞區域冠軍。
罗忆诗后毕业與馬來西亞拉曼大学(优大）新聞系。她从学院時期開始創作歌曲，也兼職在民歌餐廳駐唱。畢業後，到錄音室擔任製作助理，一年後發行首張個人同名專輯《Yise》，就此出道，签约至MobiMUSIC 无比音乐。
罗忆诗在《好经典》第2季中透露罗意强是她的哥哥。

### 事业发展
2008年，24岁的罗忆诗正式签约中国星外星唱片，由星外星唱片全权代理其在内地的唱片方面的事务。2008年5月，罗忆诗推出了自己在内地的第一张个人EP《新鲜》。2008年推出第一张专辑《旋转爱》。这张专辑的主题是“城市乐活”，即歌唱普通小市民在城市生活中寻找属于自己的快乐。
2009年，加入Astro录制贺岁专辑《牛转乾坤庆团圆》。
2010年3月，罗忆诗发行第2张个人专辑《动·静》。她是馬來西亞多栖藝人，在創作与演唱歌曲的空余时间里，她也参演馬來西亞华语電視劇與電影，如电视剧《阿爸》和电影《爱·疯狂》。同风格类似的新加坡歌手蔡淳佳一样，罗忆诗也演唱过许多本地电视剧的主题曲，如《无望岁月》和《流连》。
2014年10月，罗忆诗发行了第3张个人专辑《迷宫》（Labyrinth）。“Labyrinth”本指希腊神话中的一座著名迷宫。这张专辑的风格与之前的作品相比，有较大变化，且曲风种类开始朝着几个不同的方向发展。整张专辑以时尚轻摇滚为主体，中间间或夹杂了一些“华尔兹”、“迷幻”等曲风，并充溢着一股奔放、无拘无束的率直感。专辑的主题是“人生境遇的瞬息万变”，即讲述人生如迷宫一样曲折反复却又处处有所不同，总使人期待着继续前去探寻。专辑从开案到最后完成，林林总总花了超过1000天的时间。从构思、选曲、制作、编曲、后期混音、造型、封套设计甚至曲序的编排，每一道程序忆诗都会参与决定，真正地全身投入到整个过程。“迷宫”一名也象征着忆诗在这些年来的心路和事业发展。罗忆诗就像在这音乐迷宫里兜兜转转地寻找着属于自己的音乐出路，从音乐出发在生活态度上找依靠，慢慢地体现出一个属于目前罗忆诗的音乐状态。
2015年3月，罗忆诗出道以來第一次在馬來西亞開个人音樂會《2714Live音乐会》，音乐会的名称2714， 等於2場音樂會，7個音樂玩伴，14=憶詩。
2016年2月，罗忆诗主演的马来西亚首部医疗电视剧《脉动人心》播出，这是她首次饰演一名医生，她也创作并演唱了这部电视剧的主题曲《脉动》。2016年9月，罗忆诗主演的电视剧《圓滿愛上你》播出，这是她继电视剧《脈動人心》之后，第二次与庄惟翔搭档饰演情侣，她也演唱了主题曲《圆满》。2016年12月，罗忆诗主演的电视剧《双子情人》播出，她也演唱了这部电视剧的主题曲《爱在迷雾里打转》。
2016年，罗忆诗正式迈向制作儿童歌曲发展，她正式加入Astro小太阳当幕后音乐制作人的行列，帮助《新童童欢乐园》的主持人制作和写出多首歌曲。除此之外，她还帮助了一位主持人小鱼（原名林晓忆）来为她的节目《小鱼心房间》担当音乐制作人兼作曲人，目前已经制作了3季。
2017年，罗忆诗正式在Astro小太阳担当了Z世代的电视电影《快闪能之初》的音乐制作人兼作曲人。同年，她也参演的电视剧《法网天后》播出，她也再度为自己所参演的电视剧演唱主题曲《对质孤单》。
2018年，罗忆诗再次在Astro小太阳当幕后音乐制作人的行列，帮助《新童童欢乐园》第2季的主持人制作和写出多首歌曲。除此之外，2018年初也担任Astro 小太阳电视电影音乐总监及于2018年尾担任了Astro小太阳大型儿童音乐剧《五力魔法小精灵之奇幻旅程》音乐总监一职。
2019年，罗忆诗于广州发行了《迷宫》中国版本，同时收录了近年来发表过的多首电视剧/电影主题曲。1月26日晚上，罗忆诗在广州举办了 #有意思的“忆诗”#分享会，同时发布了罗忆诗最新华人农历新年单曲《啊嘟新年好》。2019年4月，罗忆诗再发单曲《守百年》，马来西亚八度空间年度电视剧《守百年之约》主题曲。

### 创作
她擁有創作才華，2006年參與马来西亚國慶《愛國99原創專輯》的歌曲創作，其創作歌曲《我的家》由林宇中演唱，《希望》由張棟樑演唱，《期待》由宇恒演唱。曾為馬來西亞世界宣明會創作了2007年《饑餓30》主題曲──《明天孩子有希望》。目前她已創作近60首作品，其中多項音樂作品获得好评。其創作的《學會》收錄于周蕙《綻放》專輯、《簡單快樂》(易名為《Shopping明天》)收錄于郭采潔《隱形超人》。2008年5月，憶詩受中国廣西電視臺邀請為四川汶川地震賑災創作《你聽見了嗎》，成為其中一個四川賑災籌款單位的主題曲，並以創作人身份在鳳凰衛視轉播的籌款活動中領唱此曲。同年憶詩更獲得了馬來西亞深具公信力的《娛協獎》新人推薦獎，並憑藉自己詞曲全創作的《同時幸福》獲得本地十大原創歌曲獎。音乐代表作为歌曲《别再哭了》、《來不及》、《小房间》、《旋转爱》等等。影视代表作有电视剧《阿爸》和《脈動人心》等。

## 音乐与影视作品

### 音乐作品

#### 录音室专辑/迷你专辑/ 单曲
| 曲目表 | 曲目表         |
| 曲序   | 曲目           |
| ------ | -------------- |
| 1.     | 《新鲜》       |
| 2.     | 《我又不是你》 |
| 3.     | 《别再哭了》   |
| 4.     | 《同时幸福》   |
| 5.     | 《爱不爱》     |
| 6.     | 《找幸福》     |
| 7.     | 《So Easy》    |
| 8.     | 《小黄鸭》     |
| 9.     | 《前女友》     |
| 10.    | 《美丽时差》   |
| 11.    | 《勿忘我》     |

| 曲目表 | 曲目表         |
| 曲序   | 曲目           |
| ------ | -------------- |
| 1.     | 《Intro》      |
| 2.     | 《旋转爱》     |
| 3.     | 《渐渐》       |
| 4.     | 《左手右手》   |
| 5.     | 《新鲜》       |
| 6.     | 《别再哭了》   |
| 7.     | 《找幸福》     |
| 8.     | 《同时幸福》   |
| 9.     | 《So Easy》    |
| 10.    | 《我又不是你》 |
| 11.    | 《前女友》     |
| 12.    | 《爱不爱》     |
| 13.    | 《Outro》      |

| 曲目表 | 曲目表                                     |
| 曲序   | 曲目                                       |
| ------ | ------------------------------------------ |
| 1.     | 《碎碎念》                                 |
| 2.     | 《Desperado》                              |
| 3.     | 《喂喂》                                   |
| 4.     | 《来不及》                                 |
| 5.     | 《小房间》                                 |
| 6.     | 《还需要爱》                               |
| 7.     | 《星期天》                                 |
| 8.     | 《明天孩有希望》（《饥饿30》10周年主题曲） |
| 9.     | 《你听见了吗》（2008年大马四川赈灾歌曲）   |
| 10.    | 《待续》                                   |

| 曲目表 | 曲目表            |
| 曲序   | 曲目              |
| ------ | ----------------- |
| 1.     | 《疯狂世界》      |
| 2.     | 《沉迷》          |
| 3.     | 《不如睡觉》      |
| 4.     | 《一个人》        |
| 5.     | 《一丝不挂念》    |
| 6.     | 《素言》          |
| 7.     | 《保护色》        |
| 8.     | 《I Miss You》    |
| 9.     | 《那个人...是你》 |
| 10.    | 《Serra Feilla》  |

### 电视剧原聲帶作品
| 年份   | 歌曲名称           | 备注                                                                                       |
| ------ | ------------------ | ------------------------------------------------------------------------------------------ |
| 2007年 | 《记录》           | 与李承运合唱，NTV7频道连续剧《独家追辑》主题曲                                             |
| 2010年 | 《流连》           | 与蔡珂立合唱，NTV7频道连续剧《情牵南洋》（"The Age of Glory 2"，《情牵南苑》姐妹篇）主题曲 |
| 2011年 | 《无望岁月》       | NTV7频道连续剧《足印》（"The Footprint"）主题曲                                            |
| 2012年 | 《Serra Feilla》   | 8TV频道连续剧《鼓舞》（"The Beat"）主题曲                                                  |
| 2014年 | 《阿爸》           | NTV7频道连续剧《阿爸》主题曲                                                               |
| 2015年 | 《差三公分想爱你》 | 与林健辉合唱，NTV7频道连续剧《差三公分想爱你》主题曲                                       |
| 2016年 | 《In Love》        | 8TV频道12周年台庆剧《幸福专卖店》主题曲                                                    |
| 2016年 | 《脉动》           | NTV7频道连续剧《脈動人心》主题曲                                                           |
| 2016年 | 《圆满》           | NTV7频道连续剧《圓滿愛上你》主题曲                                                         |
| 2016年 | 《爱在迷雾里打转》 | NTV7频道连续剧《双子情人》主题曲                                                           |
| 2017年 | 《对质孤单》       | 新傳媒连续剧《法网天后》主题曲                                                             |
| 2019年 | 《守百年》         | 8TV频道《守百年之约》主题曲                                                                |
| 2023年 | 《都一样》         | Astro双星《患者》主题曲                                                                    |

### 其它音乐创作作品
| 年份   | 歌曲名称           | 演唱者                         | 创作部分                                | 备注 |
| 2007年 | 《Shopping 明天》  | 郭采洁                         | 作曲                                    | 收录于专辑《隐形超人》 |
| 2007年 | 《學會》           | 周蕙                           | 作曲、作词                              | 收录于专辑《绽放》 |
| 2007年 | 《夜明》           | 罗忆诗                         |                                         | 电影《夜明》主题曲，李心洁主演 |
| 2008年 | 《依靠》           | 林依晨                         | 作曲                                    | 收录于专辑《幸福遇见》 |
| 2008年 | 《明天孩有希望》   | 罗忆诗                         | 作曲                                    | 世界宣明会十周年主题曲 （Theme song of World Vision 10th Anniversary）                                                                                   |
| 2010年 | 《流连》           | 罗忆诗、蔡珂立                 | 作词、作曲                              | NTV7频道连续剧《情牵南洋》（The Age of Glory 2,《情牵南苑》姐妹篇）主题曲                                                                                |
| 2011年 | 《无望岁月》       | 罗忆诗                         | 作词、作曲                              | NTV7频道连续剧《足印》（The Footprint）主题曲 |
| 2012年 | 《Serra Feilla》   | 罗忆诗                         | 作词、作曲                              | 8TV频道连续剧《鼓舞》（The Beat）主题曲 |
| 2013年 | 《謊》             | 苏盈之                         | 作词、作曲、制作                        | NTV7频道连续剧《說謊者》主题曲 |
| 2014年 | 《阿爸》           | 罗忆诗                         | 作词、作曲                              | NTV7频道连续剧《阿爸》主题曲 |
| 2014年 | 《狂》             | 罗忆诗                         | 作词、作曲                              | 马来西亚本地电影《爱疯狂》（Fantasia）主题曲 |
| 2014年 | 《萤火虫飞》       | 李宜玲                         | 作词、作曲                              | Astro“小太阳”连续剧《闪亮的时刻》主题曲 |
| 2015年 | 《差三公分想爱你》 | 罗忆诗、林健辉                 | 作词、作曲                              | NTV7频道连续剧《差三公分想爱你》主题曲 |
| 2016年 | 《In Love》        | 罗忆诗                         | 作词、作曲、制作、和音                  | 8TV频道12周年台庆剧《幸福专卖店》主题曲 |
| 2016年 | 《脉动》           | 罗忆诗                         | 作词、作曲、制作、和音                  | NTV7频道连续剧《脈動人心》主题曲 |
| 2016年 | 《圆满》           | 罗忆诗                         | 作词、作曲                              | NTV7频道连续剧《圆满爱上你》主题曲 |
| 2016年 | 《愛唷》           | 杨丞琳                         | 作曲                                    | 收录于杨丞琳专辑《年輪說》 |
| 2016年 | 《爱在迷雾里打转》 | 罗忆诗                         | 制作、和音                              | NTV7频道连续剧《双子情人》主题曲 |
| 2016年 | 《聖誕狂想曲》     | 趙潔瑩、劉界輝、林家冰、曾耀祖 | 制作                                    | |
| 2017年 | 《对貭孤单》       | 罗忆诗                         | 作词、作曲、制作                        | 新傳媒连续剧《法網天后》主题曲 |
| 2017年 | 《漫漫禅路》       | 李心洁                         | 作曲                                    | 两年间，李心洁的生命有了很大的改变。她体验了孕育新生命的珍贵旅程， 成为一个母亲。这份对生命新的感受融入了她的歌声，让“漫漫禅路” 呈现了一个更宽阔的胸怀。 |
| 2018年 | 《丢丢铜》         | 罗忆诗                         | 演唱                                    | 2019年发行的华人农历新年单曲 |
| 2018年 | 《不挂念》         | 罗忆诗                         | 作曲                                    | 2014年《一丝不挂念》全新版本 |
| 2019年 | 《啊嘟新年好》     | 罗忆诗                         | 作词 作曲 - 帼航 & 罗忆诗               | 2019年发行的华人农历新年单曲 |
| 2019年 | 《守百年》         | 罗忆诗                         | 演唱                                    | 马来西亚八度空间年度电视剧《守百年之约》主题曲 |
| 2019年 | 《三生所愿》       | 罗忆诗                         | 作词 - 玉镯儿/罗忆诗 作曲 - 张旭/罗忆诗 | 星外星音乐联合淘漉音乐超人气发行的有声主题小说《终难忘》的音乐， 曲风旋律优美，词意境染，整首歌曲会成为一种的新的古风情歌。                              |

### 影视作品

#### 电视剧
| 首播年份 | 剧名                                   | 角色           | 性质       | 备注             |
| 2007年   | 《独家追辑》                           | 何芷萱         | 第一女主角 | NTV7剧集         |
| 2010年   | 《美食廚师男》                         | 李贞萍         | 第三女主角 | NTV7及新傳媒剧集 |
| 2010年   | 《聲空感應2》                          |                | 單元女主角 | 8TV剧集          |
| 2012年   | 《飛躍陽光》                           | 何允儿         | 第一女主角 | NTV7剧集         |
| 2012年   | 台庆剧《鼓舞》（The Beat）             | 蓝莉婷         | 第一女主角 | 8TV剧集          |
| 2014年   | 《阿爸》                               | 庄窈琦         | 第一女主角 | NTV7剧集         |
| 2014年   | 台庆剧《凌晨3點3》（Midnight 3.15 am） | Stephy         | 單元女主角 | 8TV剧集          |
| 2016年   | 《脈動人心》                           | 姚岚 (Sam)     | 第一女主角 | NTV7剧集         |
| 2016年   | 《圓滿愛上你》                         | 唐圆满         | 第一女主角 | NTV7剧集         |
| 2016年   | 《雙子情人》                           | 李贵嫦（阿嫦） | 第一女主角 | NTV7剧集         |
| 2017年   | 《心门》                               | 孕妇           | 特别演出   | NTV7剧集         |
| 2017年   | 《法網天后》                           | 温曼宁         | 第二女主角 | 新传媒剧集       |
| 2018年   | 《假面II》                             | 周惠玲         | 单元女主角 | 八度空间剧集     |
| 2021年   | 《特派幸福》                           | 吴凯芝         | 单元女主角 | 八度空间贺岁剧   |
| 2023年   | 《诈骗女皇》                           | 刘丽芬         | 第三女主角 | Astro剧集        |

#### 电影
| 上映年份 | 电影名称                | 角色     | 性质   | 备注 |
| 2010年   | 《Lelio Popo》          |          | 女配角 |      |
| 2014年   | 《愛·瘋狂》（Fantasia） |          |        |      |
| 2015年   | 《平平安安》            | 平安阿姨 | 女配角 |      |
| 2025年   | 《好好再一起》          | 王平心   | 女主角 |      |

### 主持节目
| 年份   | 节目名                                                     | 播出频道  | 备注                                       |
| ------ | ---------------------------------------------------------- | --------- | ------------------------------------------ |
| 2007年 | 《亞洲新勢力》 (Asian Entertainment News)                  | RTM 2     | 此节目是广州嘉娱与广东电视台联合制作的节目 |
| 2009年 | 《娱乐E点》                                                | Astro AEC | 与庄靖毅合作                               |
| 2010年 | 《美食新煮意》 (The Special Cuisine)                       | RTM 2     |                                            |
| 2010年 | 《台灣88水災送暖演唱會》 (Taiwan Disaster Charity Concert) | Astro AEC |                                            |

### 参与节目
| 年份   | 节目名                 | 播出频道 | 备注                |
| ------ | ---------------------- | -------- | ------------------- |
| 2016年 | 《带爸妈7旅行》- 第3集 | NTV7     | 于2016年5月20日播出 |
| 2017年 | 《带爸妈7过年》- 第3集 | NTV7     |                     |

## 参与公益活动
| 年份       | 活动主题                           | 备注         |
| ---------- | ---------------------------------- | ------------ |
| 2009年     | 世界艾滋病日: 普遍可及和人权       | 爱心大使     |
|            | 世界宣明会名人参与贫困对儿童的影响 |              |
| 2017年     | 马六甲 护法行 一步一愿行           | 生命音乐会   |
| 2019年 1月 | 广东省三棵柚公益基金会             | 爱心音乐大使 |
| 2019年 6月 | 马来西亚马六甲万人义走艺术嘉年华会 | 爱心宣传大使 |

## 音乐会
| 日期                 | 音乐会名称         | 备注                                     |
| 2015年3月8日与3月9日 | 《2714Live音乐会》 | 2714 等於2場音樂會，7個音樂玩伴，14=憶詩 |

## 奖项
| 年份   | 奖项                                                | 奖项类别                    | 作品             | 结果 | 备注          |
| ------ | --------------------------------------------------- | --------------------------- | ---------------- | ---- | ------------- |
| 1996年 | 《金牡丹少年歌唱比赛》                              |                             |                  | 亚军 |               |
| 1999年 | 《我真的可以》歌唱比赛                              |                             |                  | 冠军 |               |
| 2008年 | 马来西亚娱乐协会音乐奖 （PWH Malaysia Music Award） | 新人推荐奖                  |                  | 铜奖 |               |
| 2008年 | 马来西亚娱乐协会音乐奖 （PWH Malaysia Music Award） | 十大原创歌曲奖（本地组）    | 《同时幸福》     | 铜奖 | 10强          |
| 2008年 | 飞跃杂志奖 （Yeah Magazine Award）                  | 最受欢迎年度女演员          |                  | 獲獎 |               |
| 2008年 | 蒙牛音樂風雲榜 （China Grammy Award）               | 最佳年度EP                  |                  | 提名 |               |
| 2010年 | 马来西亚娱乐协会音乐奖 （PWH Malaysia Music Award） | 十大原创歌曲奖 (本地组)     | 《来不及》       |      | 10强          |
| 2010年 | 马来西亚娱乐协会音乐奖 （PWH Malaysia Music Award） | 年度最佳前10名歌曲          |                  |      |               |
| 2010年 | 马来西亚金视奖 （Golden Awards）                    | 最佳新晋演员                |                  | 獲獎 |               |
| 2010年 | 马来西亚金视奖 （Golden Awards）                    | 最佳电视剧主题曲            | 《记录》         | 提名 |               |
| 2010年 | 全球歌曲排行榜 （Global Music Award）               | 最突出的年度歌手            |                  | 提名 |               |
| 2011年 | 香港亞洲彩虹電視大獎 （Asia Rainbow TV Award HK）   | 最佳电视剧主题曲            | 《流连》         | 獲獎 |               |
| 2011年 | MyAstro音乐奖 （MyAstro Music Award）               | 至尊金曲25                  | 《Desperado》    | 獲獎 |               |
| 2011年 | 香港新城國語力 （Hong Kong Music Award）            | 新城國語力原創歌曲          | 《相爱不到老》   | 獲獎 |               |
| 2011年 | 新加坡亚洲电视大奖 （Asian TV Award Singapore）     | 最佳电视剧主题曲            | 《无望岁月》     | 提名 |               |
| 2012年 | MyAstro音乐奖 （MyAstro Music Award）               | 至尊金曲25                  | 《相爱不到老》   | 獲獎 |               |
| 2014年 | 新加坡亚洲电视大奖 （Asian TV Award Singapore）     | 最佳电视剧主题曲            | 《Serra Feilla》 |      |               |
| 2016年 | Neway K歌榜颁奖典礼 （Neway K Awards）              | 我最喜爱女歌手              | 银奖             | 獲獎 |               |
| 2016年 | Neway K歌榜颁奖典礼 （Neway K Awards）              | 十大热门MV奖                | In Love          | 獲獎 |               |
| 2017年 | 第四届马来西亚金视奖 （Golden Awards）              | 公开提名 - 最佳女主角       | 《脉动人心》     |      | 票数最高前5名 |
| 2017年 | 第四届马来西亚金视奖 （Golden Awards）              | 公开提名 - 最佳电视剧主题曲 | 《脉动》         |      | 票数最高前5名 |
| 2017年 | 第四届马来西亚金视奖 （Golden Awards）              | 最佳女主角                  | 《阿爸》         | 提名 | 入围10强      |
| 2017年 | 第四届马来西亚金视奖 （Golden Awards、              | 最佳电视剧主题曲            | 《阿爸》         | 提名 | 入围5强       |
| 2017年 | 第四届马来西亚金视奖 （Golden Awards）              | 最佳电视剧主题曲            | 《脉动》         | 提名 | 入围10强      |
| 2017年 | 第四届马来西亚金视奖 （Golden Awards）              | 最受欢迎电视女艺人          |                  | 提名 | 入围10强      |
| 2017年 | 第四届马来西亚金视奖 （Golden Awards）              | 最受欢迎电视剧角色          | 《阿爸》         | 提名 | 入围10强      |

## 外部連結
- 罗忆诗的Blogger部落格
- 罗忆诗的新浪博客
- 罗忆诗的新浪微博
- 罗忆诗的Facebook專頁
- 罗忆诗的Instagram帳戶
- YouTube上的罗忆诗頻道
- 罗忆诗在豆瓣上的资料（简体中文）